# Peter Badura
Peter Badura (* 21. Februar 1934 in Oppeln; † 6. April 2022 in Kochel am See) war ein deutscher Jurist und Hochschullehrer. Von 1970 bis 2002 war er Lehrstuhlinhaber für Öffentliches Recht, Rechts- und Staatsphilosophie  an der Universität München.

## Leben
Baduras Vater verstarb gegen Ende des Zweiten Weltkrieges, die Familie flüchtete aus Oppeln in Oberschlesien nach Oberfranken in Bayern. Peter Badura absolvierte sein Abitur am Jean-Paul-Gymnasium in Hof. Er studierte Rechtswissenschaft an der Universität Erlangen und der FU Berlin. 1956 legte er in Bayern sein Erstes Juristisches Staatsexamen ab. Im Jahr 1959 wurde er bei Alfred Voigt mit der Dissertation Die Methoden der neueren allgemeinen Staatslehre zum Doktor der Rechte promoviert. 1962 habilitierte er sich ebenfalls bei Voigt in Erlangen mit der Schrift „Das Verwaltungsmonopol“. Dadurch erhielt er die Lehrberechtigung für das Fach Öffentliches Recht und war zunächst Privatdozent.
1964 wurde er zum ordentlichen Professor an die Universität Göttingen berufen, von 1970 bis zu seiner Emeritierung lehrte Badura an der Ludwig-Maximilians-Universität München, wo er den Lehrstuhl für Öffentliches Recht, Rechts- und Staatsphilosophie innehatte. Sein Nachfolger wurde Peter M. Huber. Badura war 1972/73 und 1990/91 Dekan der Münchener rechtswissenschaftlichen Fakultät und von 1976 bis 1978 Vorsitzender der Vereinigung der Deutschen Staatsrechtslehrer. Er war Mitglied der Vereinigung für Verfassungsgeschichte.
Badura war Mitherausgeber der Fachzeitschriften Archiv des öffentlichen Rechts und Die Öffentliche Verwaltung sowie Mitverfasser des Bonner Kommentars zum Grundgesetz.
Er gilt als einer der bedeutendsten Staatsrechtler nach dem Zweiten Weltkrieg. Nicht zuletzt wird dieser Ruf durch seine Kommentierungen im Bonner Kommentar, im Maunz-Dürig und sein als Standardwerk geltendes, 2018 in siebter Auflage erschienenes Lehrbuch zum Staatsrecht begründet.
Er war Mitglied der katholischen Studentenverbindung K.St.V. Rhenania Erlangen im KV.
Er lebte im oberbayerischen Kochel am See und starb im Alter von 88 Jahren.

## Ehrungen und Auszeichnungen
- 2004: Verdienstorden der Bundesrepublik Deutschland (Verdienstkreuz I. Klasse)
- 2012: Bayerischer Verdienstorden
- Ehrendoktorwürde Dr. jur. h. c. der Universität Lissabon[3]
- Ehrendoktorwürde Dr. phil. h. c. der CCU Taipeh[3]

## Schriften (Auswahl)
- Die Methoden der neueren allgemeinen Staatslehre. Palm & Enke, Erlangen 1959 (online).
- Das Verwaltungsmonopol. Duncker & Humblot, Berlin 1963.
- Paritätische Mitbestimmung und Verfassung. Beck, München 1985.
- (Bearb.): Besonderes Verwaltungsrecht. Hrsg. von Ingo von Münch. De Gruyter, 8. Auflage, Berlin 1988.
- (Bearb.): Allgemeines Verwaltungsrecht. Hrsg. von Hans-Uwe Erichsen und Wolfgang Martens. De Gruyter, 8. Auflage, Berlin 1988.
- Wirtschaftsverfassung und Wirtschaftsverwaltung. Ein exemplarischer Leitfaden. Mohr Siebeck, 4. Auflage, Tübingen 2011.
- Staatsrecht. Systematische Erläuterung des Grundgesetzes für die Bundesrepublik Deutschland. Beck, 7. Auflage, München 2018.